# Crocidura goliath
Crocidura goliath е вид бозайник от семейство Земеровкови (Soricidae).

## Разпространение
Видът е разпространен в Габон, Демократична република Конго, Екваториална Гвинея, Камерун и Централноафриканска република.